# Stadler Citylinks

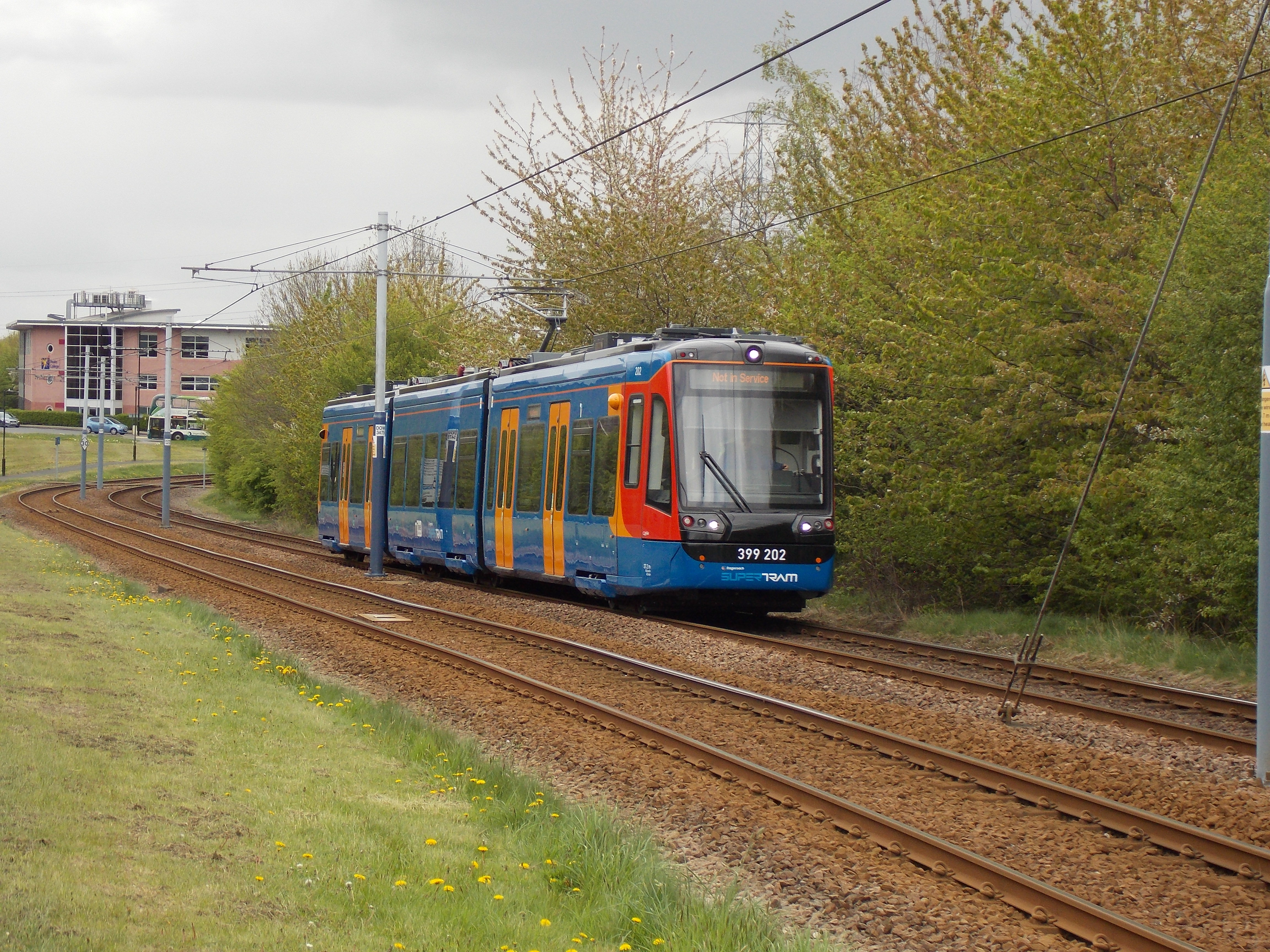
Un super tranvía de Sheffield Citylink en pruebas en la ruta Donetsk Way, Sheffield, abril de 2017

El Stadler Citylink (conocido como Vossloh Citylink hasta 2015) es una serie de tren-trams fabricados por Stadler Rail en su fábrica de Valencia desde 2011. El diseño fue presentado por Vossloh España antes de su adquisición por parte de Stadler Rail en 2015. Actualmente se utilizan en Alemania, Hungría, México, España, el Reino Unido y hay más pedidos en Austria.
La variante Clase 399 se puso en servicio en la red Sheffield Supertram desde septiembre de 2017 como el primer Tren-Tranvía del Reino Unido; Tras el éxito de esta prueba, se ordenó la variante Clase 398 y se espera que entre en servicio en el Metro de Gales del Sur a partir de 2022. El pedido más grande hasta la fecha para Citylinks se realizó como parte del Proyecto Tranvía-Tranvía VDV en enero de 2022. con un consorcio de seis operadores austriacos y alemanes encargando 246 vehículos con la opción de encargar otros 258 posteriormente. El acuerdo tiene un valor de 4.000 millones de euros (3.300 millones de libras esterlinas) y es el contrato más grande en la historia de Stadler.

## Diseño
El Stadler Citylink está disponible en una variedad de longitudes, de dos a cuatro vagones; el modelo más comúnmente producido tiene 37 m (121 pies) de largo y 2,65 m (8,7 pies) de ancho con tres carros, y las variantes más largas se pueden construir hasta 50 m (160 pies) de largo para obtener capacidad adicional.  También se pueden producir en una variedad de anchos de vía, diferentes, con modelos producidos para redes de ancho métrico en Mallorca y redes de ancho estándar en el Reino Unido y en el continente europeo.
Las especificaciones varían según el operador; Por ejemplo, los Citylinks que operan en Sheffield están equipados internamente de manera similar a los tranvías existentes en la ciudad, debido a la longitud relativamente corta de la extensión tranvía-tren a Rotherham , mientras que los Citylinks que operan en distancias más largas pueden equiparse con instalaciones como baños y equipaje. bastidores. Dependiendo de la distribución interna, Citylinks puede tener una capacidad de hasta 250 pasajeros.
El Citylink fue diseñado como un tren-tranvía eléctrico de unidades múltiples, con energía extraída de equipos de línea aérea (OHLE) en 750 V CC o 1.500 V CC . Algunos Citylinks están equipados con transformadores para proporcionar capacidad de doble voltaje , como los utilizados en Sheffield, que funcionan a 750 V CC en la red de tranvías de la ciudad, pero con la capacidad de utilizar también En el futuro, 25 kV 50 Hz CA, como es estándar en los ferrocarriles británicos. En Chemnitz , los Citylinks están equipados con un motor diésel y una fuente de alimentación de 750 V CC para proporcionar capacidad híbrida-eléctrica ; mientras que los vehículos vendidos en Mallorca y México solo llevan motor diésel debido a la falta de electrificación ferroviaria. Los Citylinks tienen una velocidad máxima de 110 km/h cuando operan en rutas interurbanas con energía eléctrica.

## Operaciones

### Austria

#### Linz (futuro)
En enero de 2022, Schiene Oberösterreich (Schiene OÖ), operador de la red Linzer Straßenbahn-Netz en Linz , anunció que había encargado Stadler Citylinks para su red como parte del consorcio tranvía-tren VDV.

#### Salzburgo (futuro)
En enero de 2022, el gobierno estatal de Salzburgo (a través de la empresa independiente Salzburg AG), operador del S-Bahn de Salzburgo, anunció que había encargado Stadler Citylinks para su red como parte del consorcio tranvía-tren VDV.

### Alemania

#### Chemnitz

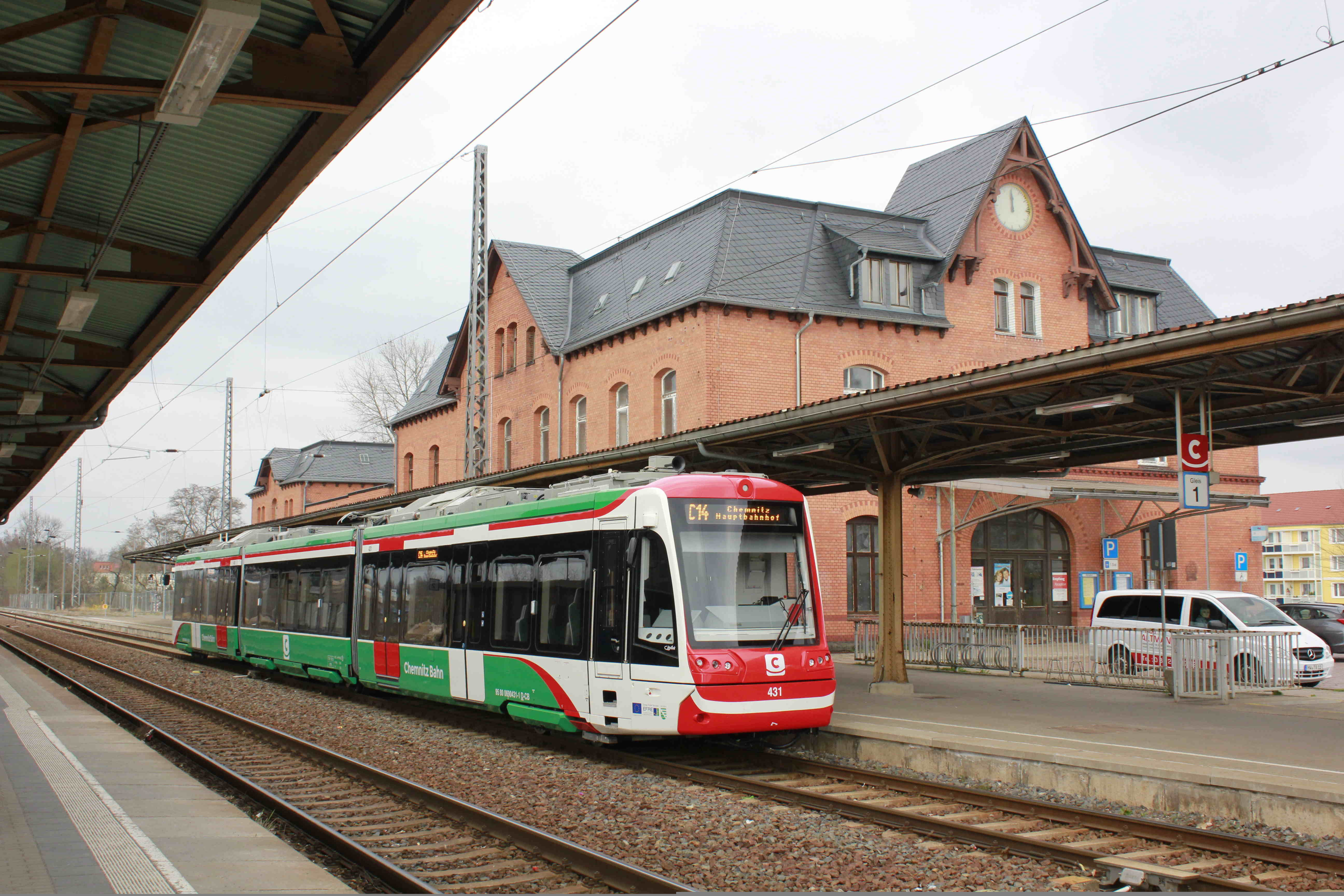
Chemnitz Citylink no. 431 en servicio. Abril 2016.

Verkehrsverbund Mittelsachsen (VMS) encargó ocho tranvías NET 2012 similares a los modelos de Karlsruhe, con opciones para dos más, para su uso previsto en la red de Chemnitz a partir de 2015. En julio de 2015, se encargaron otros cuatro. En septiembre de 2015 comenzaron las pruebas de los primeros tranvías entregados. Los Chemnitz Citylinks están equipados con un generador diésel para poder circular fuera de las rutas electrificadas y también pueden circular desde Líneas electrificadas de 600 V CC y 750 V CC. La sección central también es ligeramente más alta, debido a las diferentes alturas de los andenes en Chemnitz, lo que permite que las puertas de la sección central estén al nivel de las plataformas más altas y las otras puertas estén al mismo nivel que las plataformas inferiores.
El primer Citylink entró en servicio el 4 de abril de 2016.
Karlsruhe

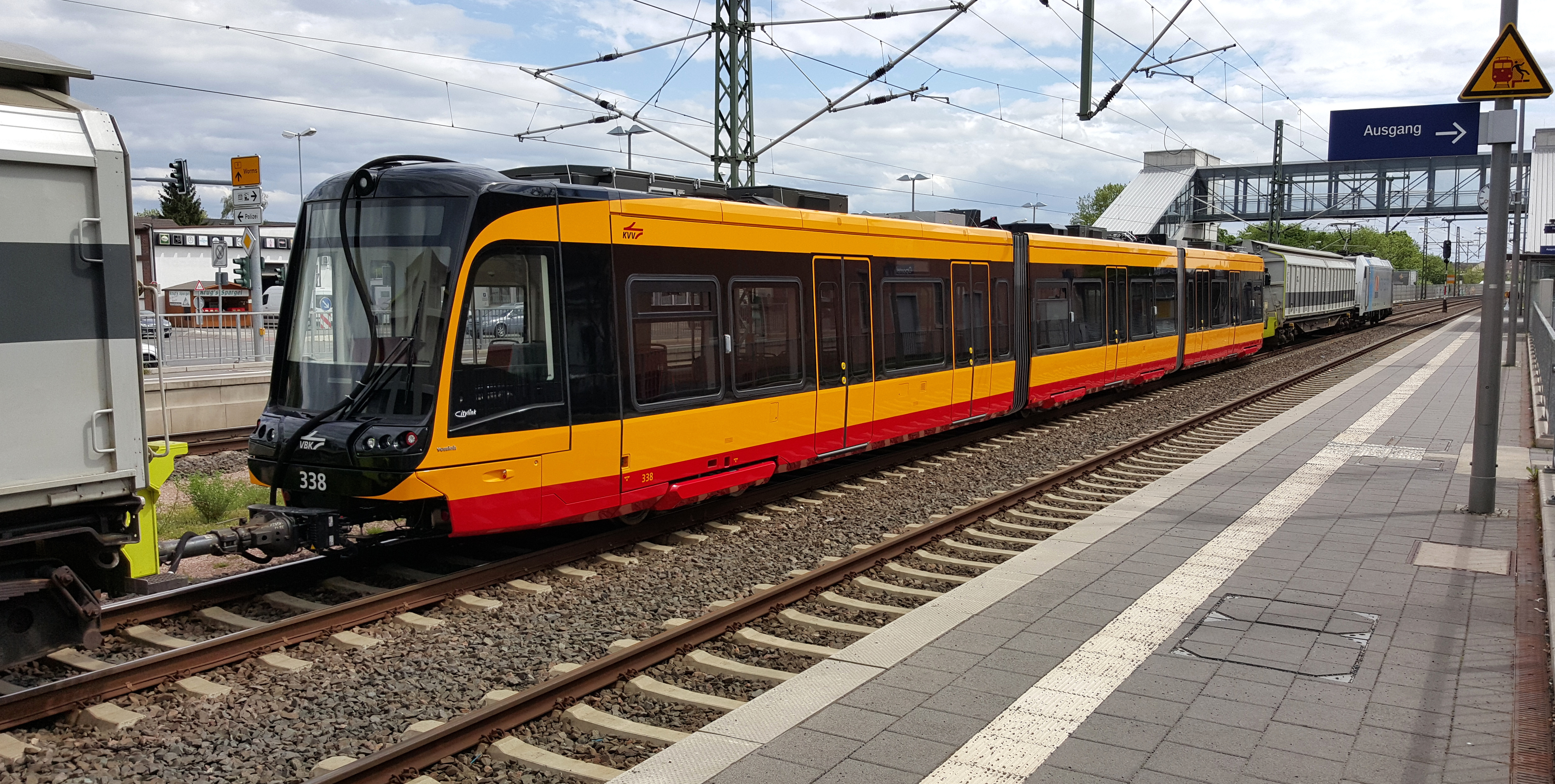
Karlsruhe Citylink no. 338 en servicio en mayo de 2015.

En octubre de 2011, Verkehrsbetriebe Karlsruhe (VBK) encargó 25 tranvías Citylink para su funcionamiento en la red Karlsruhe Stadtbahn. El pedido de 75 millones de euros también incluía opciones para otros 50 Citylinks. Estos Citylinks se conocían como NET 2012, que significa Niederflur Elektrotriebwagen 2012, que en alemán significa "vagón eléctrico de piso bajo".
El primer Citylink se entregó a Karlsruhe en mayo de 2014, con un retraso de unos siete meses. Las pruebas comenzaron en las líneas ferroviarias locales el 19 de junio de 2015. Su objetivo es sustituir a los tranvías de piso alto en todas las líneas excepto en la Línea 2, algunos de los cuales tienen ahora hasta 50 años y no son accesibles para sillas de ruedas. Tras su exitosa introducción, en abril de 2015 se encargaron otros 25 vehículos NET 2012, cuya entrega está prevista a partir de abril de 2016. En marzo de 2016 se realizó un pedido de otros 25 Citylinks.
En enero de 2022, Verkehrsbetriebe Karlsruhe (VBK) encargó 73 nuevos tranvías, que se entregarán a partir de 2026 con opción a 52 vehículos más. El pedido de Citylink se realizó en el marco de un consorcio de seis operadores germano-austriacos del proyecto VDV Tram-Train. Como parte del mismo acuerdo, Albtal-Verkehrs-Gesellschaft (AVG), el otro operador principal de la red Karlsruhe Stadtbahn, encargó por primera vez sus propios Citylinks, complementando los que ya estaban en la flota de VBK.

#### Reutlingen (futuro)
En enero de 2022, Zweckverband Regional-Stadtbahn Neckar-Alb (RSB), el operador de una red de tranvía-tren actualmente en desarrollo entre la ciudad de Reutlingen y la ciudad de Tübingen, anunció que había encargado Stadler Citylinks para su red como parte del consorcio tren-tranvía VDV.

#### Saarbrücken (futuro)
En enero de 2022, Saarländischer Verkehrsverbund (SaarVV), el operador de la red Saarbahn en Saarbrücken, anunció que había encargado Stadler Citylinks para su red como parte del consorcio tren-tranvía VDV.

### Hungría

#### Szeged
Los Ferrocarriles Estatales Húngaros MÁV-Start encargaron 12 trenes para la línea de tranvía entre Szeged y Hódmezővásárhely . El primer Citylink (como clase húngara 406 001) se entregó en enero de 2021, y las pruebas de las unidades de tres coches comenzaron a principios de marzo en la línea recién reconstruida entre las dos ciudades. El servicio tranvía-tren se inauguró a finales de noviembre de 2021.

### México

#### Puebla

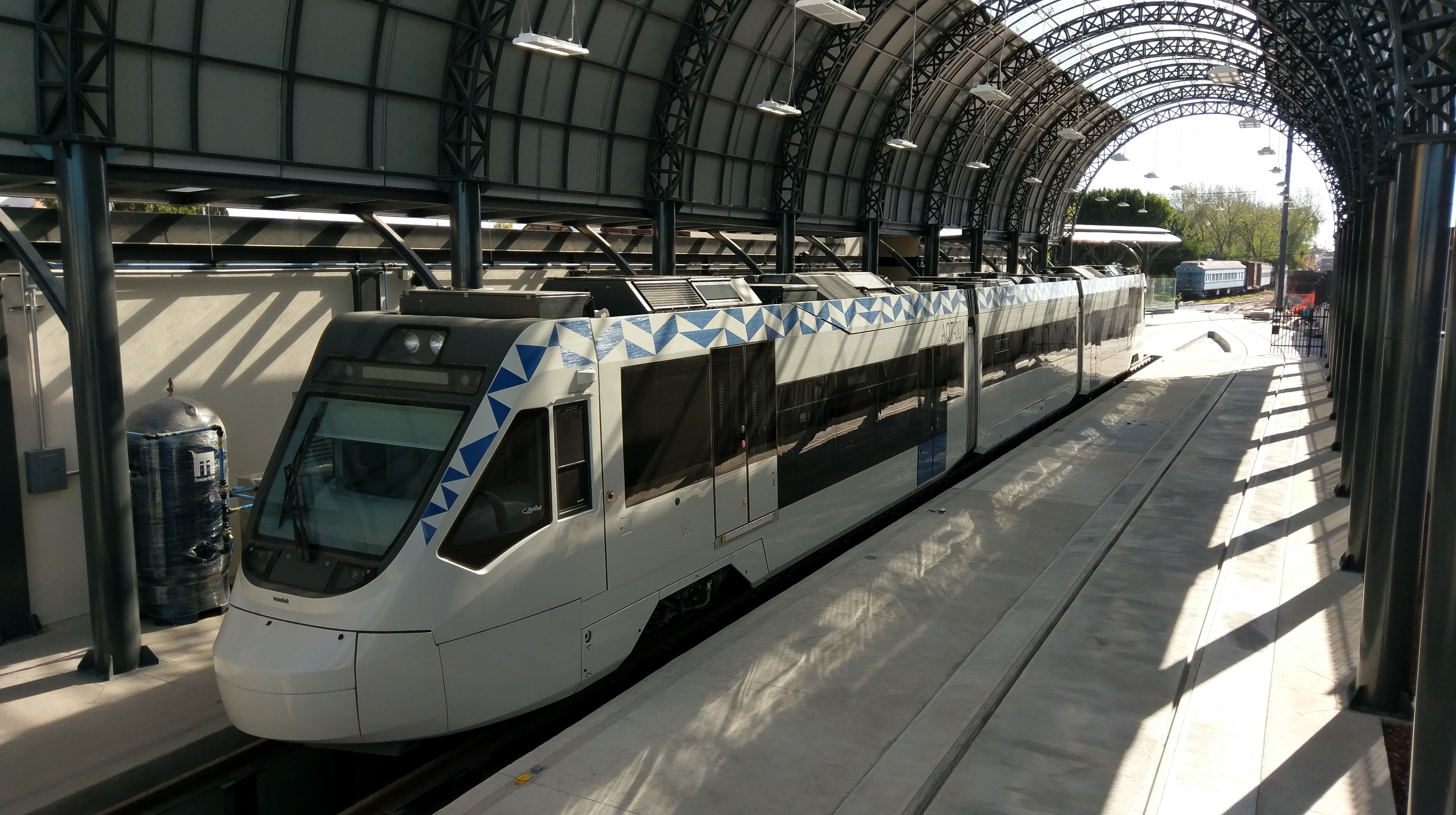
Stadler Citylink en los talles de puebla.

En el año 2015, se entregaron dos Stadler Citylink al gobierno estatal de Puebla, México, esto para la operación del Tren Turístico Puebla-Cholula. Estos están equipados únicamente con un motor diésel, debido a la falta de electrificación ferroviaria en la región, y una estructura de choque frontal revisada en comparación con los modelos europeos. Estos fueron los primeros tren-tranvía que se entregaron en cualquier lugar de América.
En 2023, los dos trenes fueron vendidos a la Secretaría de Marina por 200 millones de pesos.

#### Istmo de Tehuantepec
Posterior al fracaso del proyecto en Puebla, los vagones fueron adquiridos por la Secretaría de Marina para ser usados en la línea Z del Ferrocarril Interoceánico del Istmo de Tehuantepec.

### España

#### Alicante
Ferrocarriles de la Generalidad Valenciana encargó nueve trenes-tranvía Vossloh Citylink para su uso en las líneas 1 y 3 de la red de Tranvía de Alicante. Tienen una capacidad máxima de 303 pasajeros y una velocidad máxima de 100 km/h, y están catalogados como 4.100 Serie sobre la red del Tranvía de Alicante. El contrato para la construcción de estas unidades ronda los 43,3 millones de euros y su entrada en servicio está prevista para 2019.

#### Mallorca

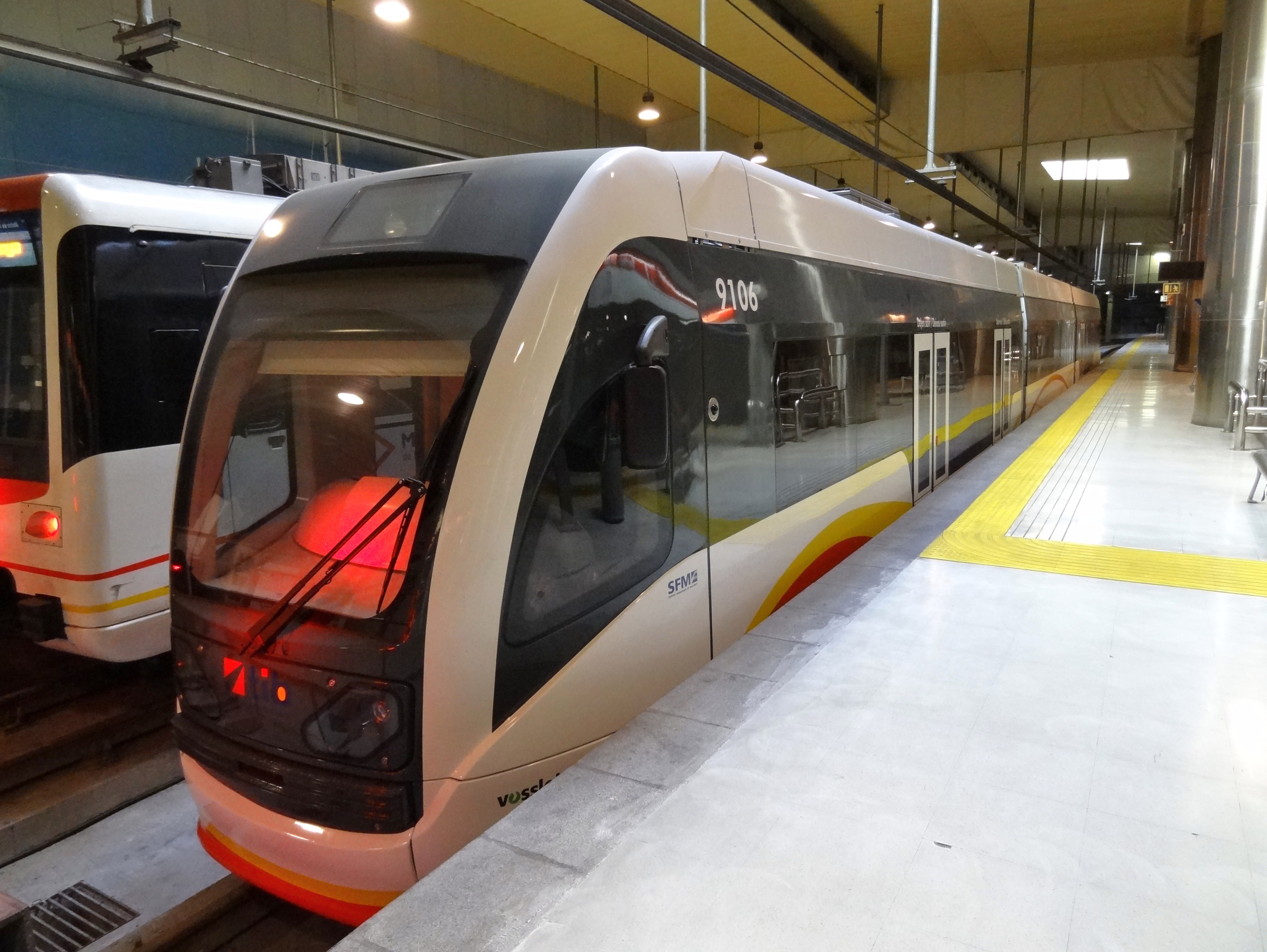
Un tren-tranvía Citylink en servicio a la Plaça Mallorca.

Servicios Ferroviarios de Mallorca encargó seis Citylinks en 2011 para su funcionamiento en la nueva línea ferroviaria de Manacor a Artá, cuya reapertura estaba prevista para 2012. Sin embargo, la construcción de la línea se suspendió en 2013 y los Citylinks, matriculados como serie 91, ahora se utilizan en otras líneas de Mallorca . De concepción similar a los del TRAM de Alicante, los Citylinks de SFM son de ancho métrico, pero con diferencias como espejos retrovisores en lugar de cámaras y adaptados a la tensión de 1500 v de las líneas de ferrocarril pesado mallorquinas, en lugar de los 750 v de la catenaria tranviaria alicantina.     

### Reino Unido

#### Sheffield
El Departamento de Transporte anunció en 2008 que Sheffield se utilizaría como ubicación para el primer tranvía-tren en el Reino Unido como parte de un plan piloto a nivel nacional. Inicialmente se planeó operar los servicios a lo largo de la línea Penistone desde Sheffield a Huddersfield; esto fue posteriormente revisado en un esquema que opera a lo largo de la línea de Dearne Valley entre Sheffield y Parkgate vía Rotherham Central.
En 2013, Sheffield Supertram realizó un pedido de siete tranvías Citylink para su uso en el nuevo tranvía Sheffield-Rotherham, que se inauguró en octubre de 2018. El diseño de Supertram Citylink se basa en el de los tranvías NET 2012 más nuevos encargados por Karlsruhe y Chemnitz en Alemania. Se necesitan tres trenes-tranvía para operar el servicio, tres de ellos destinados a ampliar el número de servicios de la red existente y uno en mantenimiento. La entrega del primer tranvía estaba prevista para septiembre de 2015, aunque posteriormente se retrasó para diciembre de 2015.
Según el sistema de numeración de Supertram, las siete unidades estaban numeradas como 201-207; sin embargo, debido a que parte de su operación se realiza en la red de National Rail, deben estar registrados bajo el TOPS utilizado para vehículos ferroviarios de la línea principal, lo que llevó a que se les asignara bajo TOPS como Clase 399, con el número 399201-399207.
Los Supertram Citylinks son vehículos de doble voltaje, capaces de operar con la electrificación aérea de 750 V CC utilizada en la red Supertram y la electrificación aérea de CA de 25 kV y 50 Hz que se está instalando en la línea Dearne Valley a Rotherham y que se utiliza en otros lugares del sistema National Rail. .
El primer Supertram Citylink se entregó el 30 de noviembre de 2015. El último vehículo se entregó el 20 de noviembre de 2016. El primero entró en servicio en la red existente en septiembre de 2017.

#### Gales del Sur (futuro)
En junio de 2018, se anunció que para el Metro de Gales del Sur , Transport for Wales comprará 36 trenes-tranvía Stadler Citylink de 3 vagones. Operarán en modo tren al norte de Cardiff Central mientras cambian al modo tranvía de batería en el ramal de Butetown. Estos darán servicio a las líneas Merthyr y Rhondda , así como a la línea Cardiff City. Estos vehículos son los primeros en contar con "electrificación inteligente", que permite la electrificación discontinua con secciones conectadas permanentemente a tierra alrededor de estructuras restringidas. Estos tranvías cambiarán al modo de batería debajo de puentes y túneles, eliminando la necesidad de una costosa reconstrucción de más de 50 estructuras en el metro de Gales del Sur.